# Harrier (Hunderasse)
Der Harrier ist eine von der FCI anerkannte britische Hunderasse (FCI-Gruppe 6, Sektion 1.2, Standard Nr. 295). Die Rasse wurde ursprünglich zur Hasenjagd gezüchtet und so ist der Name eine Verkürzung der englischen Bezeichnung Hare-Hound (Hasenhund).

## Herkunft und Geschichtliches
Der Harrier entstand vor etwa 800 Jahren in Westengland. Seine Vorfahren waren vermutlich Bloodhounds und Vorläufer des modernen Beagles.

## Beschreibung
Der Harrier wird bis zu 55 cm groß und 27 kg schwer. Alle Farbtönungen von Schwarz bis Orange auf normalerweise weißem Grund kommen vor; in Frankreich wird er vorwiegend dreifarbig gezüchtet. Sein Fell ist glatt, anliegend, aber nicht zu kurz. Die Ohren sind hängend, flach, mittelkurz.